# Tomisaburō Wakayama
Tomisaburō Wakayama (Tokyo, 1º settembre 1929 – Kyoto, 2 aprile 1992) è stato un attore giapponese, noto principalmente per avere ricoperto nei film dedicati il ruolo del samurai rōnin Ittō Ogami, che con il figlioletto Daigoro girovagava per il Giappone del XVII secolo.

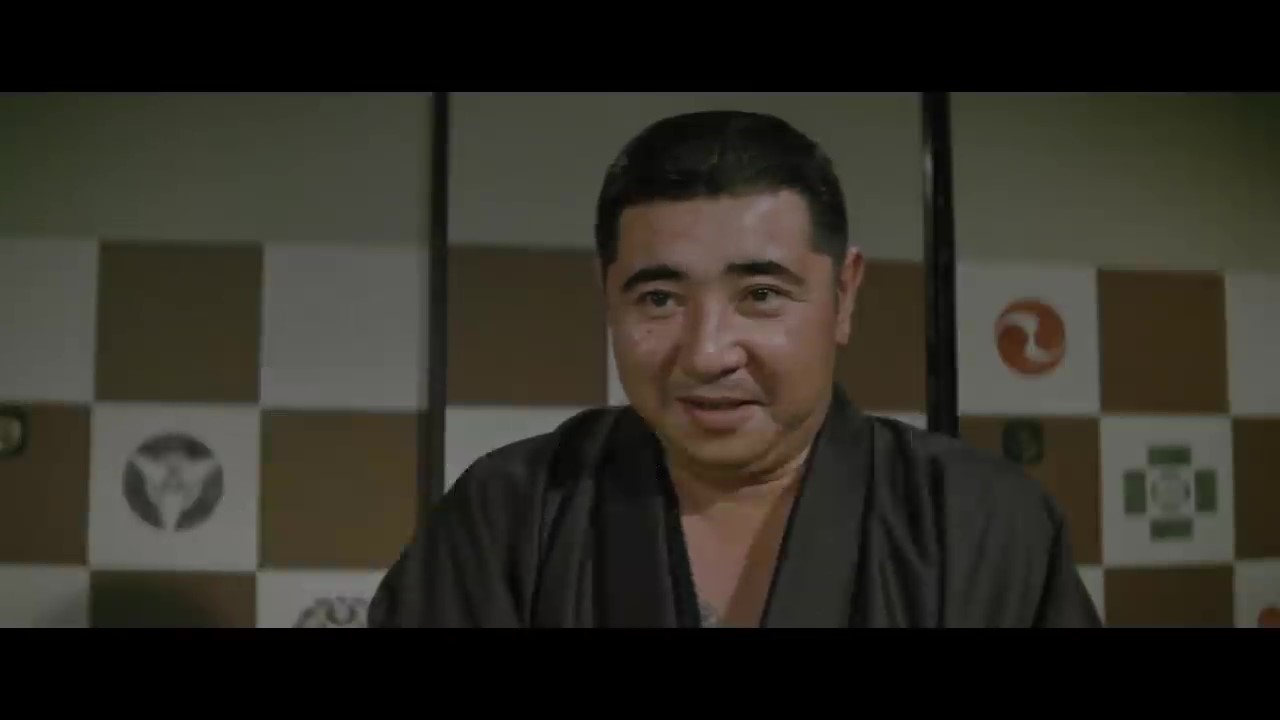

Da non confondere con un altro attore, Kinnosuke Yorozuya, che interpretava lo stesso personaggio però nella serie televisiva Samurai (子連れ狼?, Kozure Ōkami), nota anche col titolo internazionale Lone Wolf and Cub.

## Biografia
Nato nel 1929 in una famiglia di attori del teatro Kabuki, seguì col fratello le orme del padre. Nella gioventù divenne anche 4° dan e maestro di judo.
Cominciò con essere comparsa in film di arti Marziali, e si stima che, nella sua carriera, fra ruoli secondari e principali, abbia fatto fino a 500 apparizioni. Le sue uniche apparizioni in film americani furono in Gli orsi vanno in Giappone dove interpretava un allenatore di baseball, e in Black Rain - Pioggia sporca dove interpretava un potente boss della mafia Yakuza contro Michael Douglas.
Morì a Kyoto di attacco cardiaco il 2 aprile 1992.

## Filmografia
- Gyakushû Orochimaru, regia di Ryo Hagiwara e Tai Katô (1955)
- Onmitsu wakashû, regia di Kunio Watanabe (1955)
- Banba no Chûtarô, regia di Nobuo Nakagawa (1955)
- Nonki saiban, regia di Kunio Watanabe (1955)
- Uta matsuri mangetsu tanuki-gassen, regia di Torajirô Saitô (1955)
- Otoko ippiki, regia di Kyôtarô Namiki (1955)
- Migawari monzô: Jigoku yashiki, regia di Gorô Kadono (1955)
- Jûdô ruten, regia di Seiichirô Uchikawa (1955)
- Kuro obi musô, regia di Seiichirô Uchikawa (1955)
- Uta matsuri: Edokko kinsan torimonochô, regia di Taizô Fuyushima (1955)
- Onmitsu shichishoki: Ken-un Usuitoge no ranjin, regia di Kunio Watanabe (1956)
- Zoku onmitsu shichishoki: Ryujokohaku no kessen, regia di Kunio Watanabe (1956)
- Silver Snake Iwashiya, regia di Gorô Kadono (1956)
- Zoku Ginda no iwaya: Kanketsu-hen, regia di Gorô Kadono (1956)
- Yotsuya kaidan, regia di Masaki Môri (1956)
- Kinnô? Sabaku? Jonin mandara, regia di Kunio Watanabe (1956)
- Zoku Kinnô? Sabaku? Jonin mandara, regia di Kunio Watanabe (1956)
- Ningyô Sashichi torimonochô: Yôen roku shibijin, regia di Nobuo Nakagawa (1956)
- Yôun Satomi kaikyoden, regia di Kunio Watanabe (1957)
- Kakubô to joshidai sannin musume, regia di Nagayoshi Akasaka (1957)
- Himegimi kenpô: Nazo no murasaki zukin, regia di Masaki Môri (1957)
- Ningyô Sashichi torimonochô: Ôedo Ushimitsudoki, regia di Nobuo Nakagawa (1957)
- Nazo no murasaki zukin: Hime gimi hana fubuki, regia di Masaki Môri (1957)
- Shura hakkô: Satsuta tôge no ken-jin, regia di Kunio Watanabe (1957)
- Shura hakkô: Môshû Fukuma-den, regia di Kunio Watanabe (1957)
- Yûrei numa no ôgon, regia di Tatsuo Yamada (1957)
- Shôgun Iemitsu to tenka no hikoza, regia di Nobuo Nakagawa (1957)
- Ningyô Sashichi torimonochô: Hanayome Satsujinma, regia di Gorô Kadono (1957)
- Kanhasshû ken kajin, regia di Masaki Môri (1958)
- Kusunokikô nidai seichûroku, regia di Yoshiki Onoda (1958)
- Ningyô Sashichi torimonochô: Ukiyoburo no Shibijin, regia di Masaki Môri (1958)
- Shin Nihon chin dôchû: Nishi Nihon no maki, regia di Morihei Magatani e Toshirô Ômi (1958)
- Onmitsu shôgun to kenka daimyô, regia di Kyôtarô Namiki (1958)
- Zoku onmitsu shôgun to kenka daimyô, regia di Kyôtarô Namiki (1958)
- Ningyô Sashichi torimonochô: Koshimoto Irezumi Shibijin, regia di Tatsuo Yamada (1958)
- Tenka-muso no ken, regia di Sadatsugu Matsuda (1959)
- Tenka no fuku-shogun, regia di Sadatsugu Matsuda (1959)
- Doto no taiketsu, regia di Yasushi Sasaki (1959)
- Fukaku hichô, regia di Eiichi Kudô (1959)
- Fukaku hichô: kanketsuhen, regia di Eiichi Kudô (1959)
- Chiyari musô, regia di Yasushi Sasaki (1959)
- Hibari torimonochô: furisode koban, regia di Kokichi Uchide (1959)
- Yukinojô henge, regia di Masahiro Makino (1959)
- Hayate monzaburo, regia di Masahiko Izawa (1959)
- Hibari no mori no ishimatsu, regia di Tadashi Sawashima (1960)
- Hibari juhachiban ojo kichizo, regia di Yasushi Sasaki (1960)
- Tenpô rokkasen - Jigoku no hanamichi, regia di Masahiro Makino (1960)
- Jirochô kesshôki: Nagurikomi kôjinyama, regia di Eiichi Kudô (1960)
- Tenryu haha koi gasa, regia di Eiichi Kudô (1960)
- Shoretsu shinsengumi - bakumatsu no doran, regia di Yasushi Sasaki (1960)
- Oja kissa, regia di Yasushi Sasaki (1960)
- Ninkyo Nakasendo, regia di Sadatsugu Matsuda (1960)
- Hibari Juhachiban Benten Kozo, regia di Yasushi Sasaki (1960)
- Hachisu chikemuri gasa, regia di Kinnosuke Fukada (1961)
- Kaidan Oiwa no borei, regia di Tai Katô (1961)
- Charinko kaido, regia di Kokichi Uchide (1961)
- Kengo tengu matsuri, regia di Shigehiro Ozawa (1961)
- Tekka daimyo (1961)
- Megitsune henge, regia di Masahiko Izawa (1961)
- Owari no abare jishi, regia di Toshikazu Kôno (1961)
- Yami ni warau tekkamen, regia di Junji Kurata (1961)
- Zatoichi 2 (1962)
- Ninja 1 (1962)
- Love for a Mother (1962)
- Sleepy Eyes of Death: The Chinese Jade (1963)
- Teuchi (1963)
- Ninja 2 (1963)
- Ninja 3 (1963)
- Zatoichi and the Chest of Gold (1964)
- Sleepy Eyes of Death: Sword of Seduction (1964)
- Ninja 4 (1964)
- Virgin Witnessed (1966)
- A Brave Generous Era (1966)
- Fraternal Honor: Three Brothers of Kanto (1966)
- Bakuchi uchi (1967)
- Hokkai yûkyôden (1967)
- Red Peony Gambles Her Life (1968)
- Kyôdai jingi gyakuen no sakazuki (1968)
- Yôen dokufu-den hannya no ohyaku (1968)
- Bakuto retsuden (1968)
- Kaettekita gokudo (1968)
- Ballad of Murder (1968)
- Wicked Priest (1968)
- Nunnery Confidential (1968)
- Bakuchi-uchi: socho tobaku (1968)
- Gendai yakuza: yotamono no okite (1968)
- Memoir of Japanese Assassins (1969)
- Tabi ni deta gokudo (1969)
- Japan Organized Crime Boss (1969)
- Nihon jokyo-den: kyokaku geisha (1969)
- Nihon ansatsu hiroku (1969)
- Red Peony: The Hanafuda Game (1969)
- Matteita gokudo (1969)
- Gokudô bôzu: nenbutsu hitokiri tabi (1969)
- Blind Yakuza Monk (1970)
- Bakuchi-uchi: Nagaremono (1970)
- Underground Syndicate (1970)
- Shiruku hatto no ô-oyabun (1970)
- Shiruku hatto no ô-oyabun: chobi-hige no kuma (1970)
- Thugs of Shinjuku (1970)
- Gokuaku bozu nenbutsu sandangiri (1970)
- Gokudo Kamagasaki ni kaeru (1970)
- Gokudo kyojo tabi (1970)
- Hakurai jingi: Kapone no shatei (1970)
- Nihon boryoku-dan: kumicho kuzure (1970)
- Saigo no tokkôtai (1970)
- A Boss with the Samurai Spirit (1971)
- Gamblers in Okinawa (1971) (International: English title)
- Bakuto kirikomi-tai (1971)
- Boryokudan sai buso (1971)
- Kizudarake no seishun (1971)
- Nippon akuninden (1971)
- Nihon yakuza-den: Sôchiyô e no michi (1971)
- Bakuchi-uchi: Inochi-huda (1971)
- Cherry Blossom Fire Gang (1972)
- Kozure ōkami: kowokashi udekashi tsukamatsuru (子連れ狼 子を貸し腕貸しつかまつる?) (1972)
- Ogami il pericolo giallo (子連れ狼 三途の川の乳母車?, Kozure ōkami: sanzu no kawa no ubaguruma) (1972)
- Kozure ōkami: shinikazeni mukau ubaguruma (子連れ狼 死に風に向う乳母車?) (1972)
- Kozure ōkami: oya no kokoro ko no kokoro (子連れ狼 親の心子の心?) (1972)
- Kozure ōkami: meifumado (子連れ狼 冥府魔道?) (1973)
- Kamagasaki gokudo (1973)
- ESPY (1974)
- Kozure ōkami: jigoku e ikuzo! Daigoro (子連れ狼 地獄へ行くぞ!大五郎?) (1974)
- Datsugoku Hiroshima satsujinshû (1974)
- Gokudo VS furyô banchô (1974)
- Gokudo VS Mamushi (1974)
- Bôryoku kinmyaku (1975)
- Devil's Bouncing Ball Song (1977)
- Edogawa Rampo no injû (1977)
- Torakku yarô: Otoko ippiki momojirô (1977)
- Sugata Sanshiro (1977)
- Hi no Tori-The Phoenix (1978)
- Gli orsi vanno in Giappone (The Bad News Bears Go to Japan) (1978)
- Oh My Son (1979)
- Distant Tomorrow (1979)
- Shogun il giustiziere (Shogun Assassin), regia di Robert Houston (1980)
- The Gate of Youth (1981)
- Samurai Reincarnation (1981)
- Flames of Blood (1981)
- Conquest (1982)
- The Shootout (1982)
- Irezumi: Spirit of Tattoo (1982)
- Theatre of Life (1983)
- Shôsetsu Yoshida gakko (1983)
- Hakujasho (1983)
- Story of the Yamashita Boy (1985)
- A Promise (1986)
- Shinran: Shiroi michi (Shinran: Path to Purity), regia di Rentarō Mikuni (1987)
- Black Rain - Pioggia sporca (Black Rain), regia di Ridley Scott (1989)
- Jotei: Kasuga no tsubone (1990)
- Checkmate (1991)